# Nos débuts dans la vie
Nos débuts dans la vie est une pièce de théâtre de Patrick Modiano publiée le 26 octobre 2017 aux éditions Gallimard. Elle est inspirée par La Mouette d'Anton Tchekhov.
Premier ouvrage à paraître de son auteur depuis l'obtention du prix Nobel de littérature en 2014, la pièce est également accompagnée de la publication le même jour du roman Souvenirs dormants.

## Historique
Nos débuts dans la vie est seulement la troisième pièce de théâtre écrite par Patrick Modiano, les deux précédentes — œuvres mineures dans la carrière de l'écrivain — l'ayant été dans les années 1970 et n'ayant reçu qu'un succès d'estime[réf. nécessaire].

## Argument
Jean, jeune écrivain, assiste aux répétitions de La Mouette d'Anton Tchekov que joue son amie Dominique. Les deux amoureux sont en proie aux aigreurs et demandes d'argent d'Elvire, mère du jeune homme, accompagnée de Caveux, son concubin journaliste.

## Éditions
- Éditions Gallimard, coll. « Blanche », 2017  (ISBN 9782072746369)[2].